# Playoffs NBA 1961
Navigation
Playoffs 1960 Playoffs 1962
Les playoffs NBA 1961 sont les playoffs de la saison NBA 1960-1961. Ils se terminent sur la victoire des Celtics de Boston face aux Saint-Louis Hawks 4 matchs à 1 lors des Finales NBA.

## Fonctionnement
Dans chaque Division, les trois meilleures équipes sont qualifiées pour les playoffs au terme de la saison régulière. À l'Est, les équipes qualifiées sont :
1. les Celtics de Boston
2. les Warriors de Philadelphie
3. les Nationals de Syracuse

Les équipes qualifiées à l'Ouest sont :
1. les Hawks de Saint-Louis
2. les Pistons de Détroit
3. les Lakers de Los Angeles

Lors des demi-finales de Division, le deuxième affronte le troisième dans une série au meilleur des trois matchs. Le gagnant rencontre alors, en Finales de Division, le premier de la Division au meilleur des sept matchs. Les deux gagnants se rencontrent lors des finales NBA, qui se jouent au meilleur des sept matchs.

## Classements en saison régulière
| Division Est             | V  | D  | PCT  | GB | Dom   | Ext   | N     | Div   |
| ------------------------ | -- | -- | ---- | -- | ----- | ----- | ----- | ----- |
| Celtics de Boston        | 57 | 22 | .722 | -  | 21-7  | 24-11 | 12-4  | 28-11 |
| Warriors de Philadelphie | 46 | 33 | .582 | 11 | 23-6  | 12-21 | 11-6  | 22-17 |
| Nationals de Syracuse    | 38 | 41 | .481 | 19 | 19-9  | 8-21  | 11-11 | 18-21 |
| Knicks de New York       | 21 | 58 | .266 | 36 | 10-22 | 7-25  | 4-11  | 10-29 |

| Division Ouest        | V  | D  | PCT  | GB | Dom   | Ext   | N     | Div   |
| --------------------- | -- | -- | ---- | -- | ----- | ----- | ----- | ----- |
| Hawks de Saint-Louis  | 51 | 28 | .646 | -  | 29-5  | 15-20 | 5-3   | 25-14 |
| Lakers de Los Angeles | 36 | 43 | .456 | 15 | 16-12 | 8-20  | 12-11 | 19-20 |
| Pistons de Détroit    | 34 | 45 | .430 | 17 | 20-11 | 3-19  | 11-15 | 18-21 |
| Royals de Cincinnati  | 33 | 46 | .418 | 18 | 18-13 | 8-19  | 7-14  | 16-23 |

## Tableau
|  | Demi-finales de Division | Demi-finales de Division | Demi-finales de Division |                       |   | Finales de Division | Finales de Division | Finales de Division |  |  | Finales NBA | Finales NBA       | Finales NBA |
|  |                          |                          |                          |                       |   |                     |                     |                     |  |  |             |                   |             |
|  |                          |                          |                          |                       |   |                     |                     |                     |  |  |             |                   |             |
|  |                          | 1                        | Celtics de Boston        | 4                     |   |                     |                     |                     |  |  |             |                   |             |
|  | Division Est             | 1                        | Celtics de Boston        | 4                     |   |                     |                     |                     |  |  |             |                   |             |
|  |                          |                          | 3                        | Nationals de Syracuse | 1 |                     |                     |                     |  |  |             |                   |             |
|  | 3                        | Nationals de Syracuse    | 3                        | Nationals de Syracuse | 1 | 3                   |                     |                     |  |  |             |                   |             |
|  | 3                        | Nationals de Syracuse    |                          |                       |   | 3                   |                     |                     |  |  |             |                   |             |
|  | 2                        | Warriors de Philadelphie | 0                        |                       |   |                     |                     |                     |  |  |             |                   |             |
|  |                          |                          |                          |                       |   |                     |                     |                     |  |  | E1          | Celtics de Boston | 4           |
|  |                          |                          | O1                       | Hawks de Saint-Louis  | 1 |                     |                     |                     |  |  |             |                   |             |
|  |                          |                          |                          |                       |   |                     |                     |                     |  |  |             |                   |             |
|  |                          |                          |                          |                       |   |                     |                     |                     |  |  |             |                   |             |
|  |                          | 1                        | Hawks de Saint-Louis     | 4                     |   |                     |                     |                     |  |  |             |                   |             |
|  | Division Ouest           | 1                        | Hawks de Saint-Louis     | 4                     |   |                     |                     |                     |  |  |             |                   |             |
|  |                          |                          | 2                        | Lakers de Los Angeles | 3 |                     |                     |                     |  |  |             |                   |             |
|  | 3                        | Pistons de Détroit       | 2                        | Lakers de Los Angeles | 3 | 2                   |                     |                     |  |  |             |                   |             |
|  | 3                        | Pistons de Détroit       |                          |                       |   | 2                   |                     |                     |  |  |             |                   |             |
|  | 2                        | Lakers de Los Angeles    | 3                        |                       |   |                     |                     |                     |  |  |             |                   |             |

## Scores

### Demi-finales de Division

#### Division Est
- Nationals de Syracuse - Warriors de Philadelphie 3-0
  - 14 mars : Syracuse - Philadelphie 115-107
  - 16 mars : Philadelphie - Syracuse 114-115
  - 18 mars : Syracuse - Philadelphie 106-103

#### Division Ouest
- Lakers de Los Angeles - Pistons de Détroit 3-2
  - 14 mars : Detroit - Los Angeles 102-120
  - 15 mars : Detroit - Los Angeles 118-120
  - 17 mars : Los Angeles - Detroit 113-124
  - 18 mars : Los Angeles - Detroit 114-123
  - 19 mars : Detroit - Los Angeles 120-137

### Finales de Division

#### Division Est
- Celtics de Boston - Nationals de Syracuse 4-1
  - 19 mars : Syracuse - Boston 115-128
  - 21 mars : Boston  - Syracuse 98-115
  - 23 mars : Syracuse - Boston 110-133
  - 25 mars : Boston - Syracuse 120-107
  - 26 mars : Syracuse - Boston 101-123

#### Division Ouest
- Hawks de Saint-Louis - Lakers de Los Angeles 4-3
  - 21 mars : Los Angeles - Saint-Louis 122-118
  - 22 mars : Los Angeles - Saint-Louis 106-121
  - 24 mars : Saint-Louis - Los Angeles 112-118
  - 25 mars : Saint-Louis - Los Angeles 118-117
  - 27 mars : Los Angeles - Saint-Louis 121-112
  - 29 mars : Saint-Louis - Los Angeles 114-113
  - 1er avril : Los Angeles - Saint-Louis 103-105

### Finales NBA
- Celtics de Boston - Hawks de Saint-Louis 4-1
  - 2 avril : Saint-Louis - Boston 95-129
  - 5 avril : Saint-Louis - Boston 108-116
  - 8 avril : Boston - Saint-Louis 120-124
  - 9 avril : Boston - Saint-Louis 119-104
  - 11 avril : Saint-Louis - Boston 112-121